# کلمونتس
کلمونتس (به آلمانی: Kellmünz an der Iller) یک شهر در آلمان است که در Neu-Ulm واقع شده‌است. کلمونتس ۱٬۳۵۲ نفر جمعیت دارد.